# Унал, Айдын
Айдын Унал (род. 1970) — турецкий политик, член партии справедливости и развития.

## Биография
Родился в 1970 году в Кечиорене. Школьное образование получил в Анкаре. Окончил университет Хаджеттепе по специальности «преподаватель английского языка». Писал статьи для журналов и газет, затем — поэмы и рассказы.
В 2002 году был назначен заместителем государственного министра в области экономики. Также занимал должности советника премьер-министра, главного заместителя премьер-министра и президента Турции. В 2007—2015 годах писал статьи для Реджепа Эрдогана.
В июне 2015 года был избран от партии справедливости и развития членом Великого национального собрания Турции. В ноябре того же года был переизбран. Входил в состав турецкой делегации при Парламентской ассамблее НАТО, а также в состав парламентской комиссии, занимающейся расследованием нарушений прав человека.